# Абу Обайда
Абу Обайда (араб. أبو عبيدة‎ Abū ʿUbayda; также Абу Убайда, Абу Убейда, Абу Обейда; род. 11 февраля 1985) — пресс-секретарь Бригад Изз ад-Дина аль-Кассама, военного крыла террористической исламистской организации ХАМАС.

## Личность Обайды
Про личность Абу Обайды до 2023 года практически ничего не было известно. На публике его лицо всегда прикрыто куфией. В 2014 году некоторые израильские СМИ опубликовали информацию, что его реальное имя — Хузайфа Самир Абдулла аль-Калут (араб. حذيفة سمير عبد الله الكحلوت‎), однако Бригады Изз ад-Дина аль-Кассама опровергли данную информацию, заявив, что Обайда «не появлялся и не будет появляться в средствах массовой информации под настоящим именем».
25 октября 2023 года ЦАХАЛ заявил, что ему удалось раскрыть личность Обайды и что это Хадифа Кахлот (араб. حذيفة كحلوت‎).

## Псевдоним
Псевдоним Абу Обайда отсылает к Абу Убайде ибн аль-Джарраху, одному из ближайших сахабов пророка Мухаммеда и завоевателю Дамаска, Иерусалима, Хомса и других городов Леванта.

## Речи и заявления
Первое публичное появление Абу Обайды зафиксировано в 2006 году. Тогда он заявил о взятии в плен израильского солдата, рав-самаля (старшины) Гилада Шалита.
Практически все свои речи он заканчивает цитатой Изз ад-Дина аль-Кассама «ради джихада, победы или мученичества», которую тот произнёс незадолго до своей смерти.
Во время операции «Страж стен» число упоминаний имени Абу Обайды в СМИ (как арабских, так и израильских) значительно возросло, что принесло ему славу.